# لندست ۳
لندست ۳ (انگلیسی: Landsat 3) سومین ماهواره از پروژه لندست است که در مارس ۱۹۷۸ با هدف اولیه تهیه آرشیوی از تصاویر ماهواره‌ای به فضا پرتاب شد. بر خلاف ماهواره‌های جدیدتر لندست، لندست ۳ فقط توسط ناسا مدیریت شد. فعالیت لندست ۳ در سال ۱۹۸۳ پایان یافت.